# AB Groupe

Das Logo der Gruppe

Die AB Groupe war eine französische Unternehmensgruppe im Audio-Video-Bereich.
Sie wurde 1977 von Jean-Luc Azoulay und Claude Berda als Musikproduktionsfirma gegründet. Die Anfangsbuchstaben ihrer Nachnamen bildeten die Firma des Unternehmens. AB stieg 1987 ins Fernsehgeschäft ein. In den folgenden zwei Jahrzehnten lancierte AB eine Reihe von Stars, die vor allem im Jugendbereich bekannt waren. Zu ihnen gehörten neben Dorothée unter anderem Emmanuelle Mottaz, Hélène Rollès, Camille Raymond, Manuela Lopez und Ariane Carletti.
Teil der AB Groupe war die deutsche ONYX Television GmbH, ehemalige Betreiberin des Senders terranova. Außerdem hielt die Unternehmensgruppe Anteile an den Sendern TMC Monte Carlo und RTL 9. Das Angebot der AB Groupe wurde als Pay-TV-Paket BIS vertrieben.
Im März 2017 wurde die AB Groupe von der von Xavier Niel gegründeten Groupe Mediawan übernommen und firmiert seitdem als Mediawan Thematics.

## Fernsehsender
| Station           | Herkunft    | Kategorie             | Bemerkungen                                    |
| ----------------- | ----------- | --------------------- | ---------------------------------------------- |
| AB1               | Frankreich  | Unterhaltungsprogramm | Pay-TV                                         |
| AB3               | Belgien     | Vollprogramm          |                                                |
| AB4               | Belgien     | Vollprogramm          |                                                |
| AB Moteurs        | Frankreich  | Sportsender           | Pay-TV                                         |
| Action            | Frankreich  | Spielfilmsender       | Pay-TV                                         |
| Animaux           | Frankreich  | Dokumentationen       |                                                |
| Chasse & Pêche    | Frankreich  | Dokumentationen       |                                                |
| Ciné First        | Frankreich  | Spielfilmsender       | Sendebetrieb am 30. September 2010 eingestellt |
| Ciné FX           | Frankreich  | Spielfilmsender       | Pay-TV                                         |
| Ciné Polar        | Frankreich  | Spielfilmsender       | Pay-TV                                         |
| Ciné Pop          | Frankreich  | Spielfilmsender       | Sendebetrieb am 15. Juli 2008 eingestellt      |
| Encyclopedia      | Frankreich  | Dokumentationen       | Pay-TV                                         |
| Escales           | Frankreich  | Dokumentationen       | Pay-TV                                         |
| Mangas            | Frankreich  | Kinderprogramm        | Pay-TV                                         |
| Musique Classique | Frankreich  | Musiksender           | Pay-TV                                         |
| NT1               | Frankreich  | Unterhaltungsprogramm |                                                |
| Onyx.tv           | Deutschland | Musiksender           | Sendebetrieb am 15. September 2004 eingestellt |
| RTL 9             | Frankreich  | Vollprogramm          | Pay-TV                                         |
| TMC Monte Carlo   | Monaco      | Vollprogramm          |                                                |
| terranova         | Deutschland | Dokumentationen       | Sendebetrieb am 10. Juli 2007 eingestellt      |
| Toute l’histoire  | Frankreich  | Dokumentationen       |                                                |
| Videoclick        | Frankreich  | Videoclips            | Pay-TV                                         |
| XXL               | Frankreich  | Erotik                | Pay-TV                                         |
| ’Zik              | Frankreich  | Musiksender           | Sendebetrieb zum 31. Dezember 2007 eingestellt |